# Madrasa de Ben Youssef
La Madrasa de Ben Youssef es una madrasa aneja a la Mezquita de Ben Youssef, en Marrakech, Marruecos. La madrasa, donde más de 800 estudiantes memorizaban el Corán, fue fundada por el sultán Abou al Hasan en el siglo XIV. Sin embargo, fue totalmente reconstruida por el sultán saadí Abdallah al-Ghalib en el siglo XVI, quien dejó una mayor muestra de arte y arquitectura en la misma. Alberga algunos de los más bellos ejemplos de arte y arquitectura de Marruecos.

## Historia
La madrasa fue nombrada por la mezquita aneja de Ben Youssef, que fue la mezquita principal de la ciudad, fundada por el sultán almorávide Ali ibn Yusuf (r. 1106-1142).
Según algunas fuentes históricas como al-Ifrani, la primera madrasa en esta zona fue construida durante la dinastía benimerín por el sultán Abu al-Hasan (r. 1331-1348).Esta dinastía, conocida por perpetrar, gobernó desde Fez entre los siglos XIII y XV y se encargó de fundar varias madrasas por Marruecos.

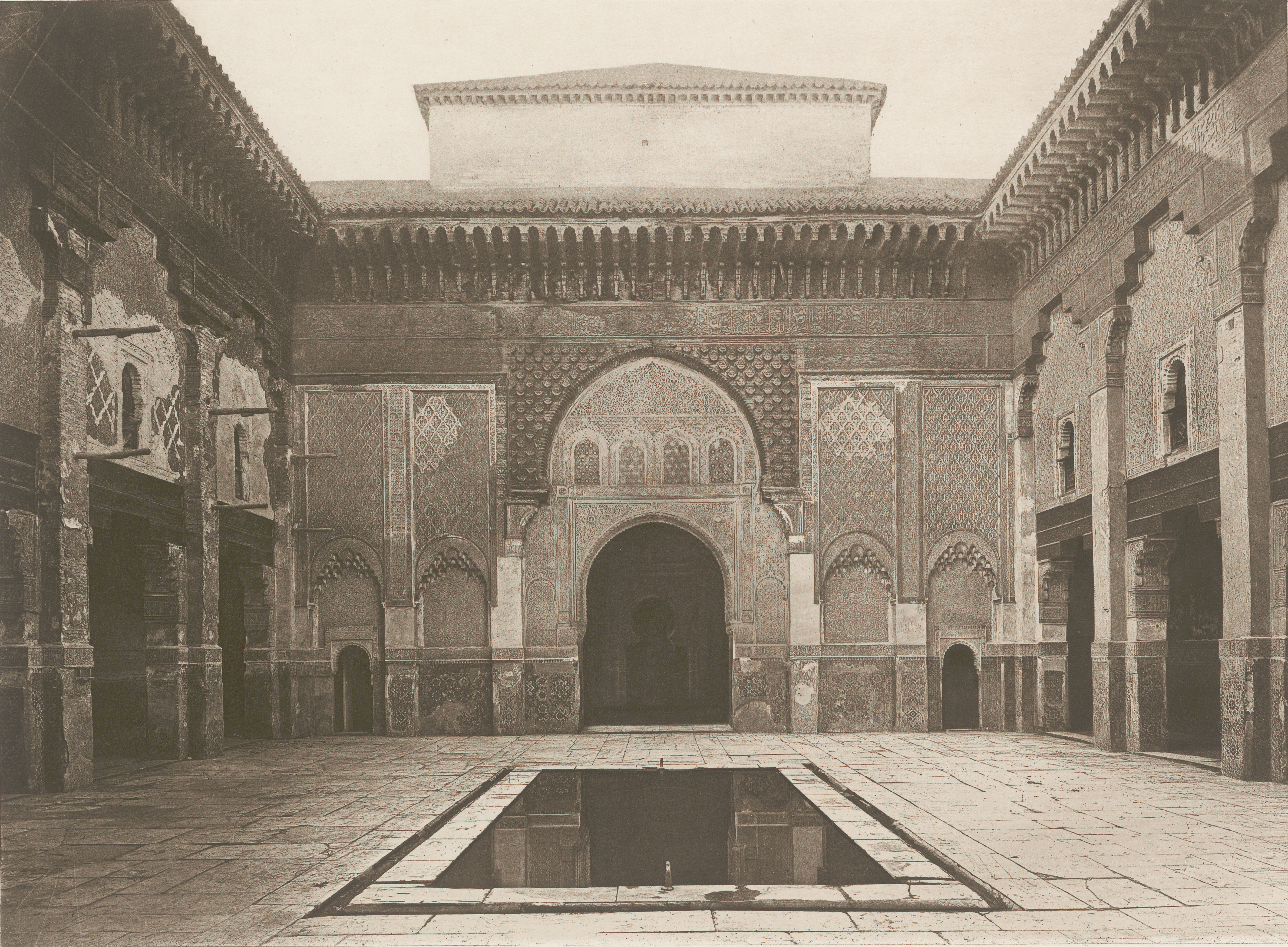
La madrasa en 1921.

La dinastía saadí, que gozaban del estatus de jerifes, descendientes de Mahoma, no tuvieron que depender tanto de la construcción de madrasas para mantener su legitimidad como sus predecesores benimerines. Sin embargo, sí que construyeron nuevas madrasas en su capital, Marrakech.
La madrasa de Ben Youssef fue construida por el sultán saadí Abdallah al-Ghalib (r. 1557-1574), seguramente poco después de que alcanzara el poder. Fue finalizada en torno a 1564-1565, tal y como muestra una inscripción, siguiendo un estilo establecido durante el periodo benimerín. Una vez concluida, fue la madrasa más grande en el Magreb, llegando a alcanzar una capacidad para 800 estudiantes.
Fue clausurada en 1960 para reformar el edificio y volvió a reabrir como edificio histórico en 1982.La madrasa de Ben Youssef atrae a miles de turistas anualmente y es uno de los edificios históricos más importantes de Marrakech. Cerró de nuevo por restauración entre noviembre de 2018 y reabrió en abril de 2022.

## Diseño
En el centro de la madrasa se dispone un gran patio de abluciones con una alberca central. Los edificios están hechos de madera de cedro con estuco y azulejos de colores.
La sala de rezos posee una de las decoraciones más exuberantes del conjunto, usando piñas y palmeras para la decoración del mihrab.
En toda la madrasa hay numerosas inscripciones en estuco y azulejos, de las cuales la más común es el basmala.

## Pila de abluciones andalusí

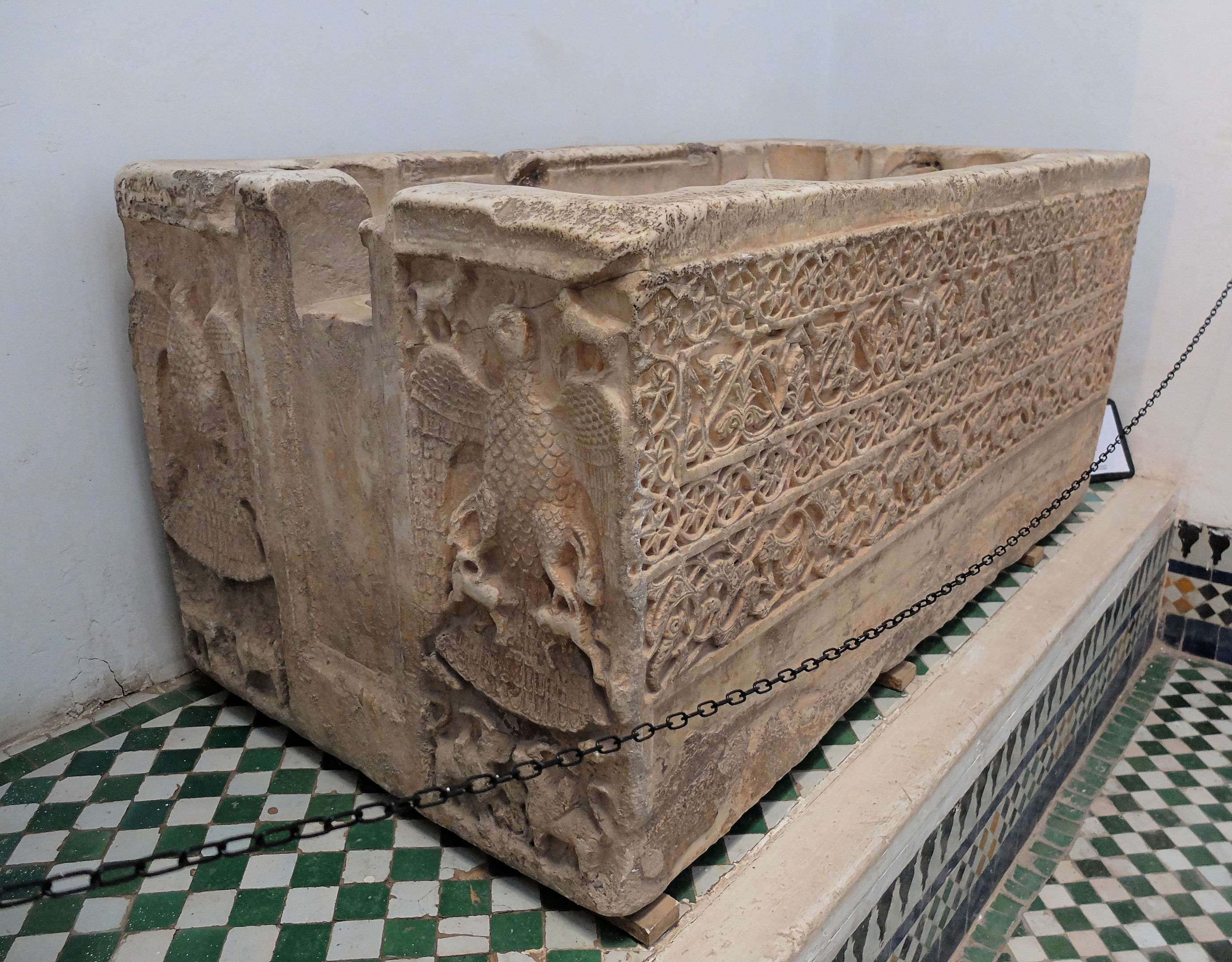
Pila de abluciones proveniente del Califato de Córdoba.

Actualmente se exhibe una pila de abluciones de mármol labrado de la época del Califato de Córdoba. Fue realizado en Medina Azahara entre los años 1002 y 1007 para servir como pila de abluciones y fue dedicado a Abd al-Málik al-Muzáffar, hijo de Almanzor, como parte de una serie. Fue trasladado en la madrasa donde permaneció durante siglos y catalogado por expertos por primera vez en 1923. Mariam Rosser-Owen ha sugerido que fue trasladado a Marrakech por Ali ibn Yusuf, quien transportó un gran número de piezas de los palacios de Córdoba en la madrasa de Ben Youssef que construyó en el siglo XII.En el siglo XX se retiró para su estudio y se mantuvo en el Museo Dar Si Said durante años. Una vez restaurado el monumento y tras la reorganización del museo, la pieza puede observarse de nuevo en la sala de oración de la madrasa.